# ماركوس كانون
ماركوس كانون (بالإنجليزية: Marcus Cannon)‏ هو لاعب كرة قدم أمريكية أمريكي، ولد في 6 مايو 1988 في أوديسا في الولايات المتحدة.

## وصلات خارجية
- ماركوس كانون على موقع مرجع كرة القدم المحترفة.كوم (الإنجليزية)